# مديرية كولوبارا
مديرية كولوبارا هي مديرية في صربيا، بلغ عدد سكانها 174٬228  نسمة، في 2011، عاصمتها فاليفو، تبلغ مساحتها 2٬474٫0 كيلومتر مربع.

## الموقع
تشترك في الحدود مع:
- مقاطعة زلاتيبور  [لغات أخرى]‏
- مقاطعة شوماديا  [لغات أخرى]‏
- مقاطعة ماتشفا  [لغات أخرى]‏
- City of Belgrade  [لغات أخرى]‏
- مقاطعة مورافيكا  [لغات أخرى]‏.

## التقسيمات الإدارية
- Valjevo City  [لغات أخرى]‏
- Lajkovac Municipality  [لغات أخرى]‏
- Ljig [الإنجليزية]‏
- Mionica Municipality  [لغات أخرى]‏
- Osečina Municipality  [لغات أخرى]‏
- Ub Municipality  [لغات أخرى]‏.